# Premio Louis-Jeantet
Il Premio Louis-Jeantet è un riconoscimento che viene assegnato ogni anno a ricercatori esperti che si sono distinti nel campo della ricerca biomedica in uno degli Stati membri del Consiglio d'Europa.
I premi infatti non intendono unicamente riconoscere lavori scientifici già completati, ma anche incoraggiare la prosecuzione di nuovi progetti di ricerca innovativi. Vengono quindi assegnati a ricercatori pienamente attivi i cui sforzi scientifici sono focalizzati sulla ricerca biomedica.
I premi sono stati assegnati per i seguenti ambiti di ricerca: fisiologia, biofisica, biologia strutturale, biochimica, biologia cellulare e molecolare, biologia dello sviluppo e genetica. I vincitori del premio erano specialisti di immunologia, virologia, batteriologia, neurobiologia, epidemiologia clinica e biochimica strutturale.

## Finanziamento
Il premio viene finanziato dalla Louis-Jeantet Foundation, una fondazione costituita nel 1982 a Ginevra per volontà testamentaria di Louis Jeantet, un uomo d'affari francese che l'anno precedente era morto di cancro in quella città. La Fondazione sostiene le attività del premio omonimo e di un certo numero di professori della Facoltà di Medicina dell'Università di Ginevra.
La dotazione annuale del premio è pari a 1,4 milioni di franchi svizzeri, suddivisi da uno a un massimo di re vincitori. La somma disponibile per ciascun vincitore ammonta a 500.000 franchi, di cui 450.000 franchi sono riservati a finanziare la ricerca in corso e i rimanenti 50.000 CHF sono assegnati personalmente al ricercatore.

## Vincitori
I vincitori del premio sono stati i seguenti:
- 1986: Luc Montagnier, Michael Berridge, Désiré Collen
- 1987: Sydney Brenner, Walter Gehring, Dominique Stehelin
- 1988: Rolf Zinkernagel, John Skehel, Bert Sakmann
- 1989: Roberto Poljak, Walter Schaffner, Greg Winter
- 1990: Nicole Le Douarin, Harald von Boehmer, Gottfried Schatz
- 1991: Pierre Chambon, Frank Grosveld, Hugh Pelham
- 1992: Paul Nurse, Christiane Nüsslein-Volhard, Alain Townsend
- 1993: Jean-Pierre Changeux, Richard Henderson, Kurt Wüthrich
- 1994: Thierry Boon, Jan Holmgren, Philippe Sansonetti
- 1995: Dirk Bootsma and Jan Hoeijmakers, Peter Goodfellow and Robin Lovell-Badge, Peter Gruss
- 1996: Björn Dahlbäck, Ulrich K. Laemmli, Nigel Unwin
- 1997: Philip Cohen, Kim Nasmyth, Richard Peto
- 1998: Denis Duboule, Walter Keller, Ronald Laskey
- 1999: Adrian P. Bird, Herbert Jäckle, Jean-Louis Mandel
- 2000: Konrad Basler, Thomas J. Jentsch, Ueli Schibler
- 2001: Alain Fischer, Iain W. Mattaj, Alfred Wittinghofer
- 2002: Timothy J. Richmond, Richard Treisman, Karl Tryggvason
- 2003: Wolfgang Baumeister, Riitta Hari, Nikos K. Logothetis
- 2004: Hans Clevers, Alec J. Jeffreys
- 2005: Alan Hall, Svante Pääbo
- 2006: Kari Alitalo, Christine Petit
- 2007: Venkatraman Ramakrishnan, Stephen C. West
- 2008: Pascale Cossart, Jurg Tschopp
- 2009: Michael N. Hall, Peter J Ratcliffe
- 2010: Michel Haïssaguerre, Austin Smith
- 2011: Stefan Jentsch, Edvard Moser, May-Britt Moser
- 2012: Matthias Mann, Fiona Powrie
- 2013: Michael Stratton, Peter Hegemann, Georg Nagel
- 2014: Elena Conti, Denis Le Bihan
- 2015: Emmanuelle Charpentier[4], Rudolf Zechner
- 2016: Andrea Ballabio, John F. X. Diffley
- 2017: Silvia Arber, Caetano Reis e Sousa[5]
- 2018: Christer Betsholtz, Antonio Lanzavecchia
- 2019: Luigi Naldini, Botond Roska
- 2020: Erin Schuman, Michele De Luca, Graziella Pellegrini